# Мост инженера Карлоса Фернандеса Касадо
Мост инженера Карлоса Фернандеса Касадо (исп. Puente Ingeniero Carlos Fernández Casado) — вантовый мост, построенный в Леоне через водохранилище Барриос де Луна, является частью автодороги А-66. Строительство началось в 1981 году, закончилось в 1983. С 1983 по 1986 год имел самый длинный в Испании пролёт среди вантовых мостов.